# Geórgios Remundos
Geórgios Remundos (grec: Γεώργιος Ρεμούνδος)  (Atenes, 3 de març de 1878 (Julià) - mar Mediterrània, 27 d'abril de 1928) va ser un matemàtic grec.

## Vida i obra
Fill d'una família humil, Remundos va estudiar a l'escola elemental del barri de Plaka (Atenes) i al Liceu Varvakos abans d'ingressar el 1895 a la universitat d'Atenes per estudiar matemàtiques. Després de graduar-se a Atenes, va obtenir una beca del govern grec que li va permetre estudiar a París amb els professors Picard i Borel. El 1905 va obtenir el doctorat a la universitat de París.
Des de 1907 fins a 1911 va ser professor del Liceu Varvakos, a partir del 1912 fins a la seva mort, professor d'anàlisi matemàtica de la universitat d'Atenes, de la qual ja havia sigut professor associat des del 1904. A partir de 1916 va compaginar aquest càrrec amb el de professor de la universitat tècnica d'Atenes. També va ocupar càrrecs d'assessor pedagògic en el ministeri d'ensenyament grec. Juntament amb Nikólaos Khatzidakis i Panagiotis Zervós, va ser un dels fundadors el 1918 de la Societat Matemàtica Hel·lènica, de la qual va ser president el període 1927-1928.
La seva salut mai va ser gaire bona degut a la diabetis mellitus que patia i a problemes d'hipertensió. En un viatge en el vaixell Frindon, retornant de França al seu país, va morir sobtadament amb cinquanta anys.
Remundos és recordat pels seus treballs en l'extensió de la teoria de Picard a les aplicacions algebroides. Sempre va mantenir una forta relació amb la comunitat matemàtica francesa i va publicar més de 25 articles en francès a revistes científiques franceses.